# Buer (Dämon)

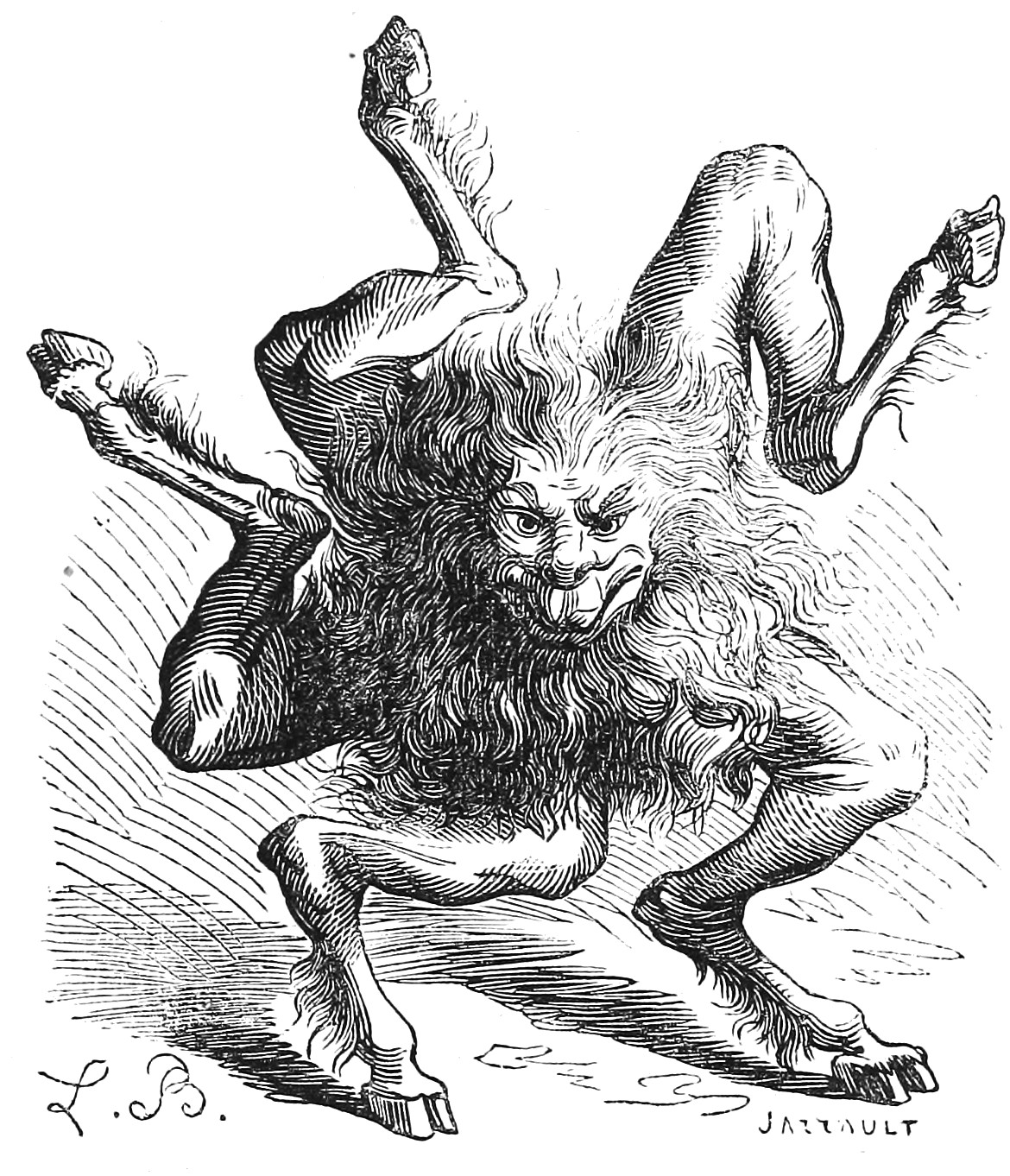
Buer

Buer ist ein Geist, der in der Pseudomonarchia Daemonum genannt wird, einem Grimoire des 16. Jahrhunderts, sowie in dessen Derivaten; dort wird er als „Großer Vorsitzender der Hölle“ (Præses magnus) bezeichnet, zugleich ist er der „Oberbefehlshaber von fünfzig Legionen von Dämonen“ (Quinquaginta legionum habet imperium). Er soll erscheinen, wenn die Sonne im Schützen steht. Buer lehrt natürliche und Moralphilosophie, Logik sowie die Wirkungen von Kräutern und Pflanzen. Er heilt außerdem alle Gebrechen, insbesondere die von Männern, und stellt gute Schutzgeister zur Verfügung.
In der Ars Goetia wird Buer als Präsident aufgeführt, der meist vier Könige mit sich führt, denen eine Schar an Gefolge und Musikern vorausgeht.
Er wurde als ein Wesen in Gestalt des Schützen des Tierkreises beschrieben, welcher einen Kentaur mit Pfeil und Bogen darstellt. Zusätzlich entwarf Louis Breton eine Darstellung von Buer, die später von M. Jarrault graviert wurde, die ihn mit Löwenkopf sowie fünf Ziegenbeinen zeigt, die seinen Körper umringen und es ihm ermöglichen, in jede Richtung zu laufen.
Diese Zeichnung wurde für mehrere Alben- bzw. Singlecover verschiedener Metal-Bands verwendet, so z. B. bei Wrong Eye/Scope der britischen Band Coil, dem Black-Sabbath-Bootleg Buer Album oder dem Album The Definitive Part One der Band Cloven Hoof.